# Margit Schauman
Margit Elisabet Schauman, född 3 augusti 1895, död 1977, var en finländsk operasångerska (sopran). Hon var mest känd under pseudonymen Margherita Violanti.
Schauman var dotter till chefen för Vasakontoret vid Föreningsbanken i Finland, Max Schauman, och dennes hustru Selma Gustava Snellman. Åren 1921–1926 var hon gift med den grekiske operasångaren Carlos Lamanos och gifte sig senare med diplomingenjören Ernst Wirtzén.
Schauman bedrev sångstudier i Paris och Italien och uppträdde sedan med framgång i Marseille, London och Tyskland. Efter en tid i Madrid reste Schauman med sin dåvarande make Carlos Lamanos till London, där de i juni 1922 spelade på konserthuset Wigmore Hall. Enligt de engelska recensenterna var Schauman överlägset bäst i pjäsen. Hon gav sin första konsert i Finland på Solennitetssalen på Helsingfors universitet den 13 november 1922. Ackompanjatör vid konserten var kapellmästare Leo Funtek. Hon företog sedan en längre konsertturné i Finland och möttes ständigt av fulla salonger och goda recensioner. I januari 1925 begav hon sig till Italien, där hon fick bra recensioner för sina roller i operorna Tannhäuser och Tosca.
1929 gjorde Schauman under pseudonymen Margherita Violante sex skivinspelningar för skivbolaget Victor i New York. Fyra av inspelningarna gjordes tillsammans med sångaren Walfrid Lehto. Vid samtliga av inspelningarna medverkade studioorkestern, dirigerad av Alfredo Cibelli.
För Gösta Palmcrantz, som träffade Schauman inför en konsert i Marseille 1922, berättade hon att hennes artistnamn var italienskt och att hon använde det för att "det gör sig bra på ett program", som hon uttryckte det.

## Skivinspelningar

### 1929
- Oi kiitos, sa Luojani armollinen (tillsammans med Walfrid Lehto)
- Soipa kieli (tillsammans med Walfrid Lehto)
- Äiti ja kulkuripoika (tillsammans med Walfrid Lehto)
- Tuoll' on mun kultani (tillsammans med Walfrid Lehto)
- Mustalaistyttö
- Kehtolaulu